# Children (The Bear)
"Children" es el quinto episodio de la tercera temporada de la comedia dramática televisiva estadounidense The Bear. Es el episodio número 23 de la serie y fue escrito y dirigido por el creador de la serie Christopher Storer. Fue lanzado en Hulu el 26 de junio de 2024, junto con el resto de la temporada.
La serie sigue a Carmen "Carmy" Berzatto, un galardonado chef de cocina de la ciudad de Nueva York, que regresa a su ciudad natal de Chicago para dirigir la fallida tienda de sándwiches de carne italiana de su difunto hermano Michael. En este episodio, el personal de The Bear se prepara para recibir a un fotógrafo del Chicago Tribune mientras esperan la reseña, mientras Carmy y Richie reciben noticias devastadoras.

## Trama
Sydney (Ayo Edebiri) ayuda a Marcus (Lionel Boyce) a vender la casa de su madre y empacar sus cosas. Más tarde, Richie (Ebon Moss-Bachrach) envía un artículo de noticias a Carmy (Jeremy Allen White) que anuncia que la chef Terry ha sorprendido anunciando el cierre de Ever después de 30 años. Esto hace que Carmy se pregunte si The Bear podrá aguantar por mucho tiempo. 
Para ayudar al restaurante, Cicero (Oliver Platt) trae a un amigo, Nicholas "The Computer" Marshall (Brian Koppelman), un contador, para verificar los costos y ofrecer algunos posibles recortes. The Computer sugiere reducir la cantidad de comidas y al mismo tiempo añadir un día más al horario del restaurante. Él y Cicero también afirman que otra posible forma de reducir costos es despedir a Marcus, ya que el restaurante realmente no necesita un pastelero. Natalie (Abby Elliott) inmediatamente rechaza la sugerencia. 
Falta apenas una hora para que el reportero del Chicago Tribune aparezca para fotografiar el restaurante para la reseña, lo que obliga al personal a organizarse rápidamente. En particular, les cuesta preparar un plato de pato mencionado en la reseña, cuyos ingredientes no tienen a mano debido a los cambios diarios en el menú. Además deben limpiar el piso y las mesas para una mejor imagen en las fotos. Como discuten Fak (Matty Matheson) y Theodore (Ricky Staffieri), se les une su hermano Sammy (John Cena) para ayudar en la limpieza. Mientras limpian las mesas, Sammy discute con Theodore por robarle sus tarjetas SD. Richie intenta que los hermanos tomen el control cuando llega el fotógrafo. Carmy va al sótano, donde abre una caja que contiene un cuaderno. Incluye una foto, una de las cuales muestra a Donna sonriendo. 

## Producción

### Desarrollo
En mayo de 2024, Hulu confirmó que el quinto episodio de la temporada se titularía "Children" y sería escrito y dirigido por el creador de la serie Christopher Storer.  Fue el duodécimo crédito de escritura de Storer y el decimosexto crédito de dirección. 

### Casting
El episodio cuenta con la aparición especial de John Cena, quien interpreta a Sammy Flak.  Según Matty Matheson, "Era un profesional. Apareció, ni siquiera miró el guión, simplemente estaba completamente preparado. Realmente muy inspirador, así es como quiero aparecer en otro set". 

### Música
El episodio incluyó en su banda sonora las canciones "Dream Little One, Dream" de Walter Schumann y Charles Laughton, "Purple Heather" de Van Morrison y "Mixed Emotions" de The Rolling Stones.

## Lanzamiento
El episodio, junto con el resto de la temporada, se estrenó el 26 de junio de 2024 en Hulu.  Originalmente, la temporada estaba programada para estrenarse el 27 de junio. 

## Reseñas críticas

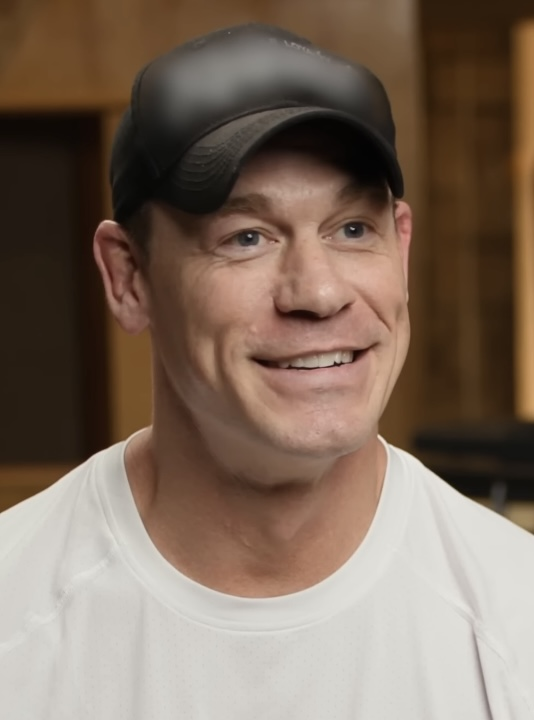
La aparición de John Cena en el episodio provocó reacciones desfavorables por parte de los críticos.

Jenna Scherer de The AV Club le dio al episodio una calificación de "B–" y escribió: "He quedado registrado como un fan incondicional de los Fak bros. Esta temporada en particular, Neil y Ted han agregado risas muy necesarias hasta los episodios más serios y sombríos, pero en esta entrega (y realmente odio decirlo) oficialmente alcancé el límite superior de mi tolerancia a lo falso".
Marah Eakin de Vulture le dio al episodio una calificación de 2 estrellas sobre 5 y escribió: "Cuando ves a Carmy buscando en una caja de fotos en el sótano con la etiqueta "DD", sabes que algo está por llegar pronto".  AJ Daulerio de Decider escribió: "Este programa es totalmente capaz y, a veces, excelente para mostrar los túneles oscuros que el dolor puede crear. Y no es sólo el dolor por los muertos, es el dolor por los vivos lo que más se puede sentir imposible, el más volátil".  Brady Langmann de Esquire escribió: "No estoy listo para que Sydney se separe de Carmy. Realmente, todo lo que quiero es ver la temporada 1 de Matter of Fak antes de los próximos episodios de The Bear". 
Los críticos reaccionaron negativamente a la aparición especial de John Cena. The Washington Post consideró su apariencia "distrayente",  mientras que Ben Travers de IndieWire escribió: "Cena es simplemente... demasiado pulida para este clan de habitantes de Chicago encantadoramente tontos".  Vulture escribió: "Nunca hubo un momento en que él estuvo en pantalla en este episodio en el que creí que era Sammy Fak".  The AV Club escribió: "Tiene una gran química con sus coprotagonistas. Pero la vibra está mal, y no solo porque no parece un chico Fak. Parece que Storer estaba tan ansioso por escribir para Cena que accidentalmente dejó que Sammy dominara completamente el episodio".  Alan Sepinwall escribió: "Cuando los episodios anteriores trajeron estrellas invitadas notables como Bob Odenkirk o John Mulaney, instantáneamente se sintieron como personas en este mundo; Cena es el primero en actuar como especialista en el reparto". 